# Lidingövarvet

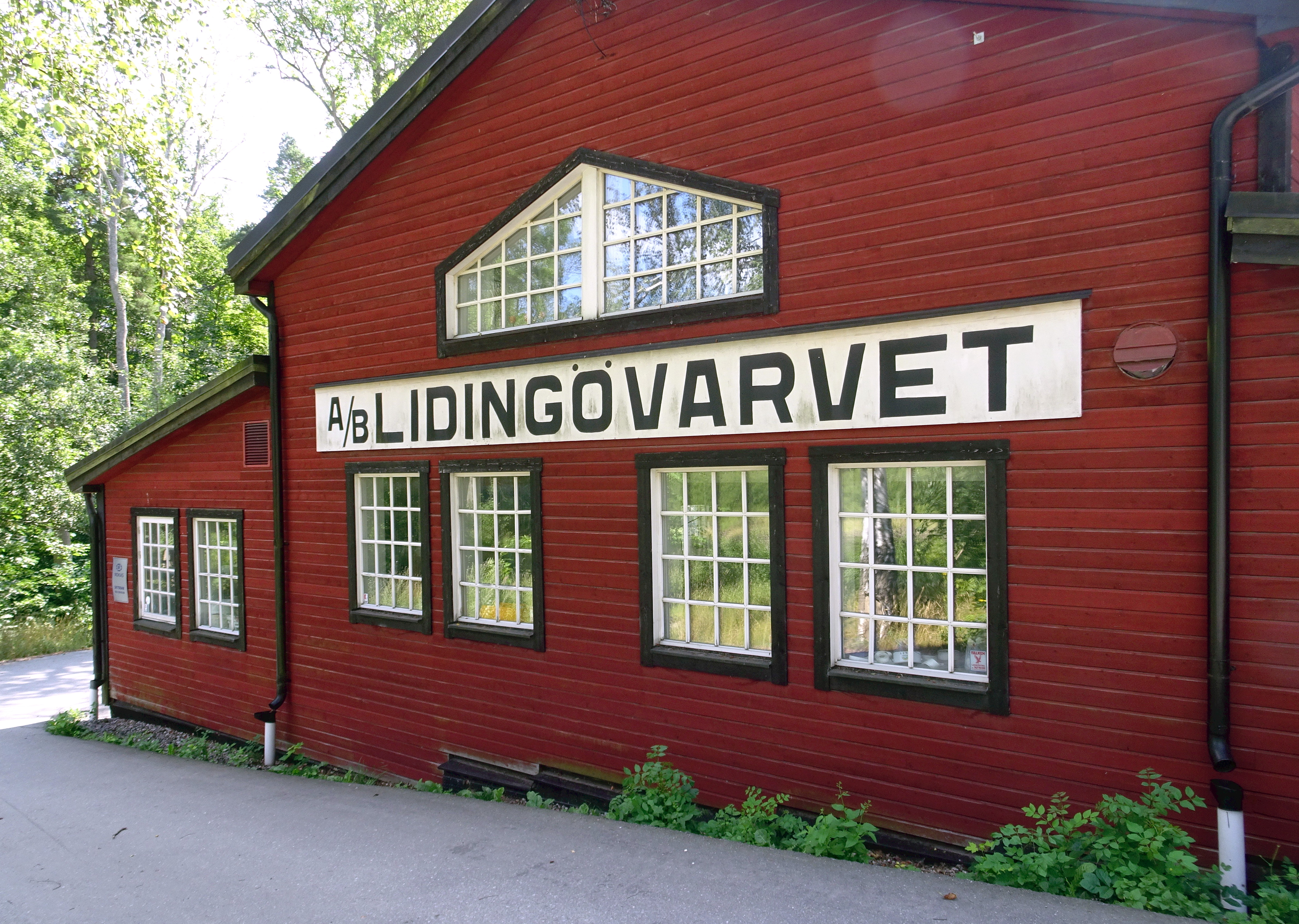
Lidingövarvet juli 2021.

Lidingövarvet (officiellt AB Lidingövarvet) är ett anrikt småbåtsvarv beläget vid Lilla Värtan mellan Islinge och Sticklinge i Lidingö kommun. Varvet blev känt för att bland annat ha tillverkat Ivar Kreugers legendariska motorbåt M/Y Svalan och den "rostfria" racerbåten Silverkulan RRNJ.

## Historik

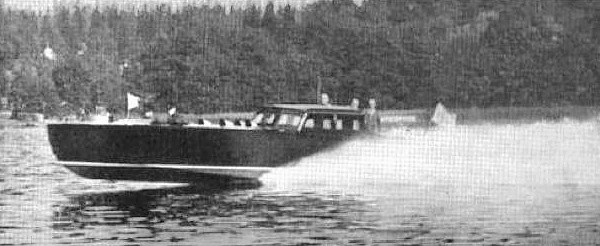
M/Y Svalan (1928).

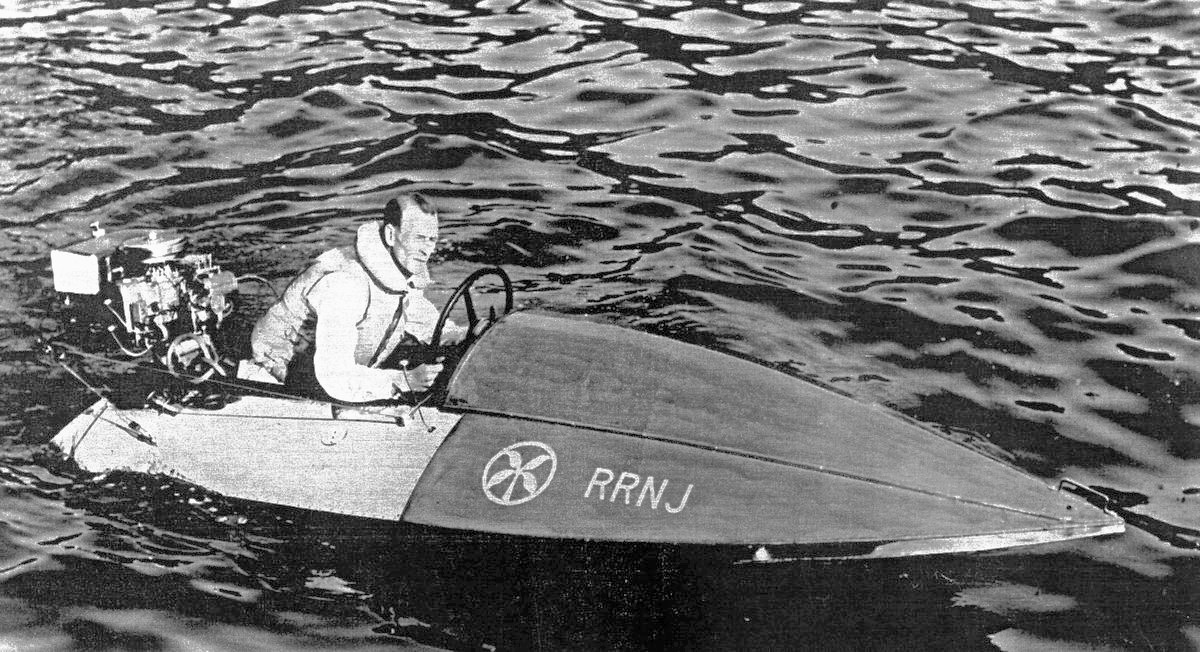
Silverkulan RRNJ (1935).

Varvet grundades 1903 vid Torsvik på Lidingö. 1909 övertogs varvet av civilingenjör Gustaf Adolf Liedberg. Under hans tid omfattade varvets verksamhet främst reparationer av båtar och båtmotorer. 1919 flyttade varvet till sin nuvarande plats i Sticklinge, dagens gatuadress Ängshyddevägen 1. Här anlades en marina och en större mekanisk verkstad samt en hall för båtbyggeri. På vintern kunde man förvara omkring 130 båtar under tak.
Varvet producerade många vackra båtar och dess beställare var välbeställda direktörer och företagsledare, bland dem förläggaren Karl Otto Bonnier och finansmannen Ivar Kreuger. Den senare beställde 1928 den snabbgående motorbåten M/Y Svalan vars konstruktör var  Ruben Östlund. I specifikationerna ingick bland annat att Svalan skulle kunna nå en toppfart på minst 50 knop (motsvarande 92,5 km/h). Den första motorn utvecklade 500 hk och gav Svalan en toppfart på "bara" 46 knop, men det accepterade Kreuger inte. En ny motor med en effekt på 650 hk monterades 1929, den gav båten hela 52,3 knop, vilket Kreuger var nöjd med. 
Östlund konstruerade även den ”rostfria” racerbåten Silverkulan RRNJ som tillverkades på Lidingövarvet 1935. Den byggdes på uppdrag av Fagersta Bruk som en del i marknadsföring av sin tunna rostfria plåt på 0,8 millimeter tjocklek. Silverkulan utrustades med en 1 000 cm³ Evinrude Racing 460 motor. Med föraren Kurt Oldenburg och Evinrude var Silverkulan en segerrik kombination som framgångsrikt deltog under åren 1935–1936 i många stortävlingar som bland annat i Mälaren runt, Oslofjorden runt och Vaxholm runt. 
På Lidingövarvet tillverkades på 1940-talet även flera Neptunkryssare som var segelbåtar byggda i trä och ritade 1938 av Lage Eklund.
Dagens Lidingövarvet är en marina som tillhandahåller hamnplatser, skötsel och vinterförvaring av båtar inomhus samt service av båtmotorer. Varvet utför även reparationer av bland annat försäkringsskador. Varvsområdet är även hemvist för andra båtrelaterade företag.

## Bilder

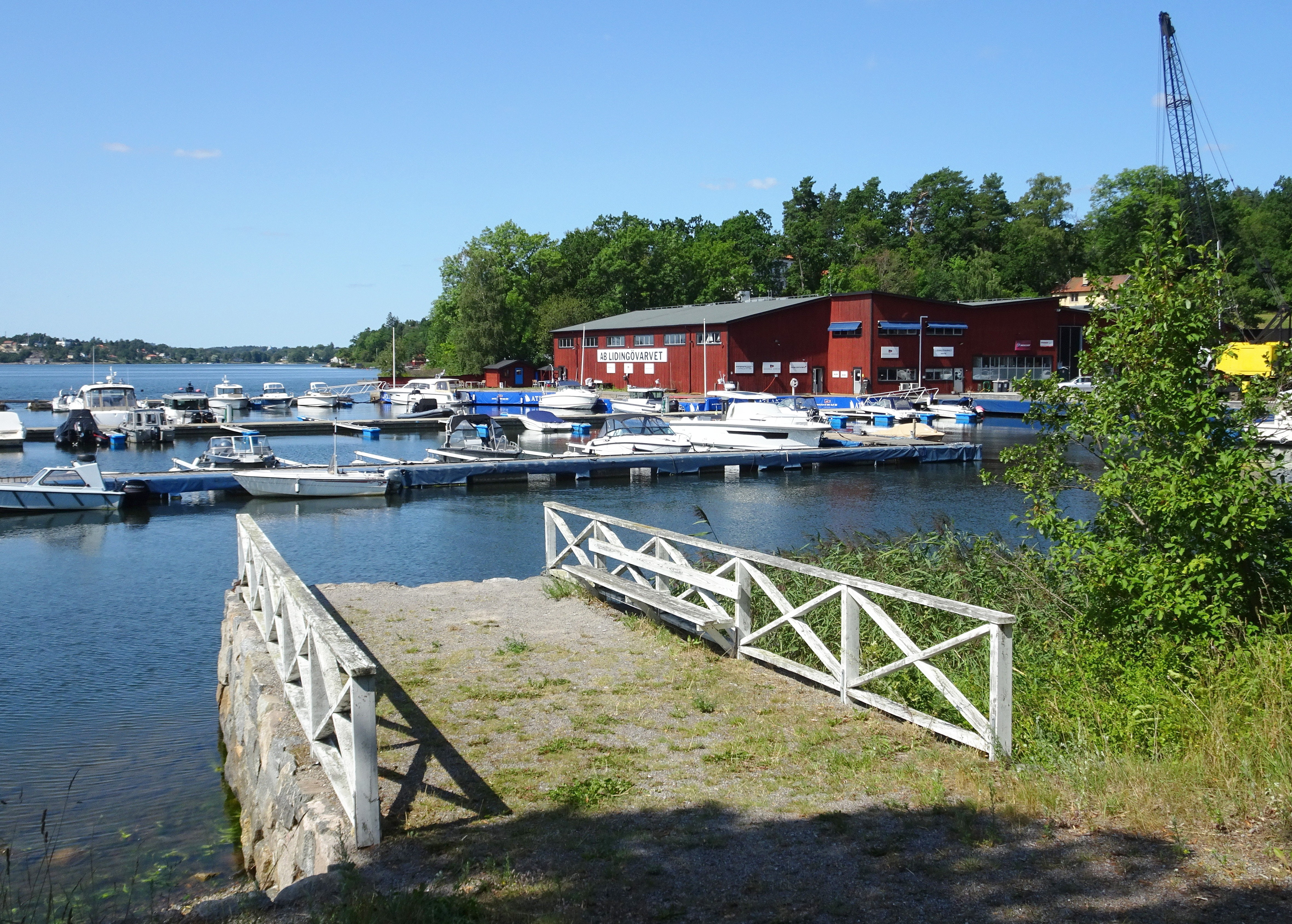
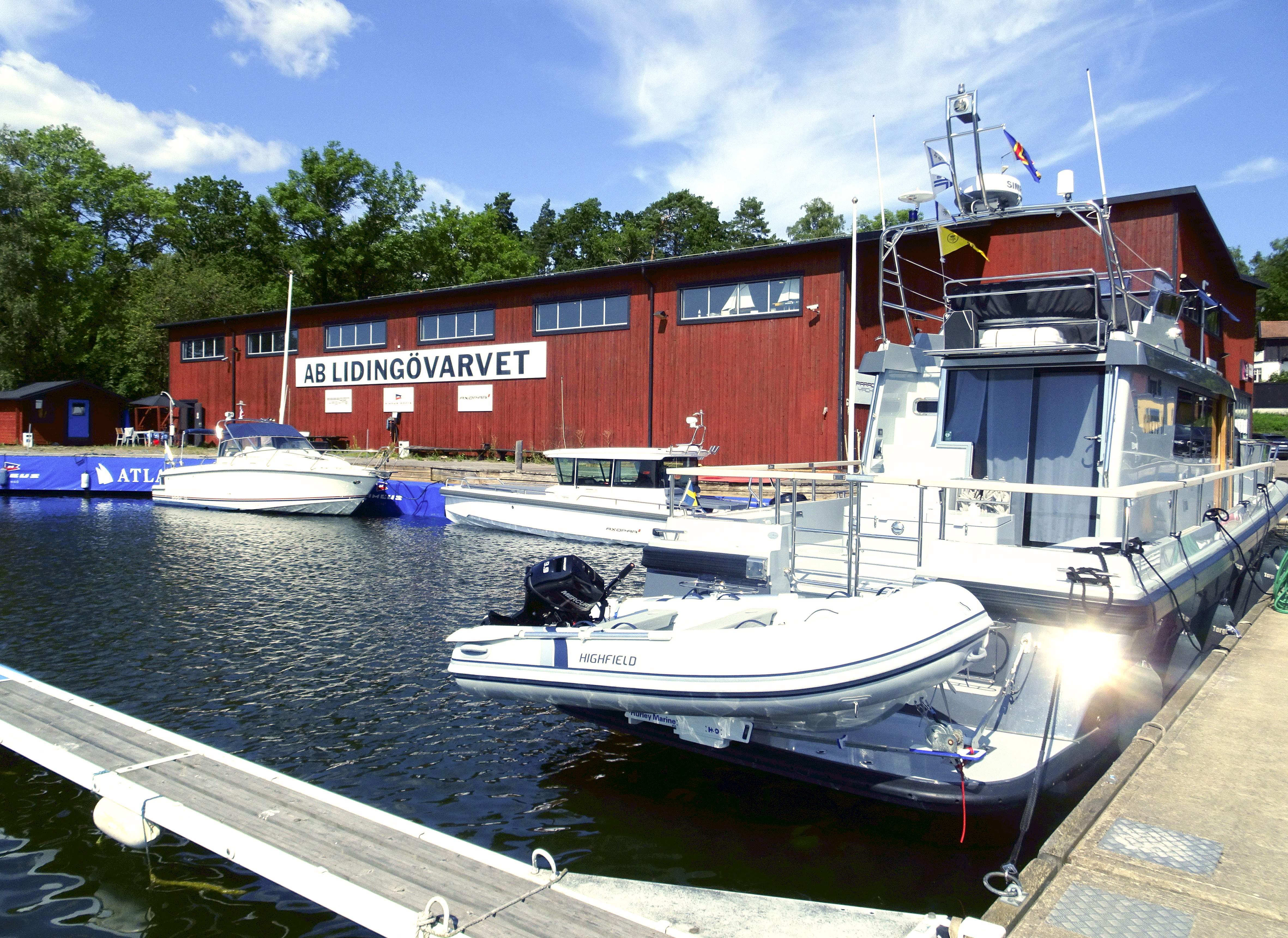
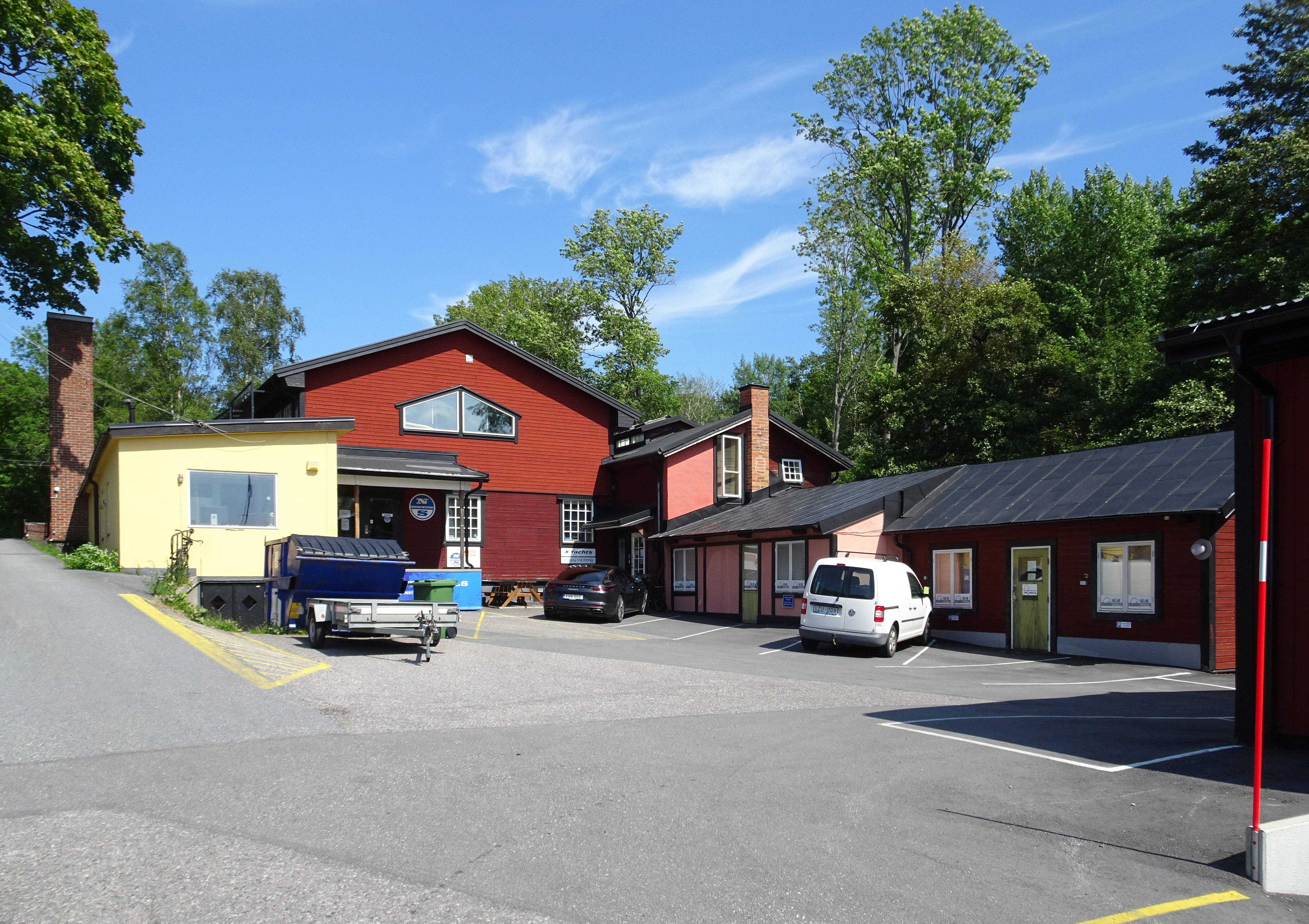
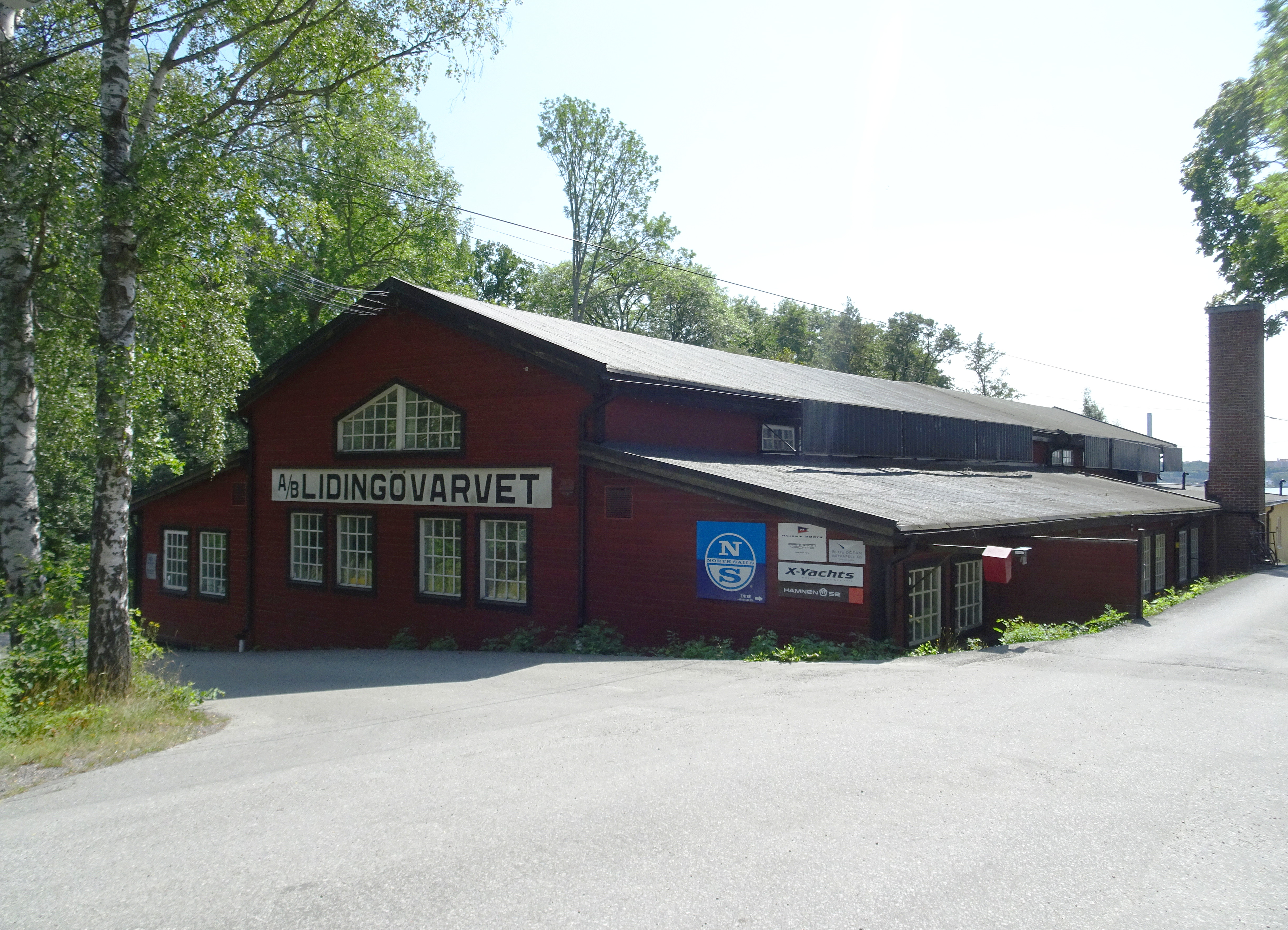